# Gas Light

Gas Light est une pièce de théâtre de l'écrivain britannique Patrick Hamilton créée en 1938. La pièce est également connue sous les titres Five Chelsea Lane et Angel Street aux États-Unis. Elle est notamment célèbre pour ses deux adaptations au cinéma, Hantise de Thorold Dickinson en 1940 et Hantise de George Cukor en 1944, et pour être à l'origine du terme « gaslighting ».

## Argument
À Londres, au XIXe siècle, un homme manipule sa femme et tente de lui faire croire qu'elle devient folle.

## Adaptations
Le film a été adapté une première fois au cinéma par le réalisateur britannique Thorold Dickinson sous le titre Gaslight (Hantise, 1940). Ce film a été l'objet d'un remake par le réalisateur américain George Cukor, également sous le titre Gaslight (Hantise, 1944).
En France, la pièce a été librement adaptée par Frédéric Dard sous le titre Le Cauchemar de Bella Manningham.

## Postérité
La pièce de Patrick Hamilton et son adaptation par George Cukor sont à l'origine de la création du terme « gaslighting » qui désigne une forme de manipulation mentale.